# 溫蒂·希勒

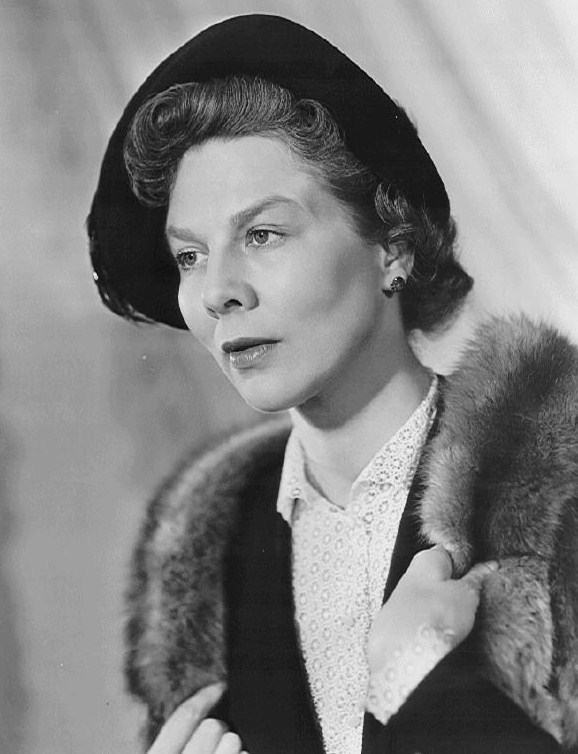
1953年的希勒

溫蒂·希勒（Wendy Hiller，1912年8月15日—2003年5月14日），英國女演員，曾於1958年以《鴛鴦譜》（Separate Tables）一片獲得奧斯卡最佳女配角獎，但她並未出席領獎。